# Corazones y mentes (Guerra de Vietnam)

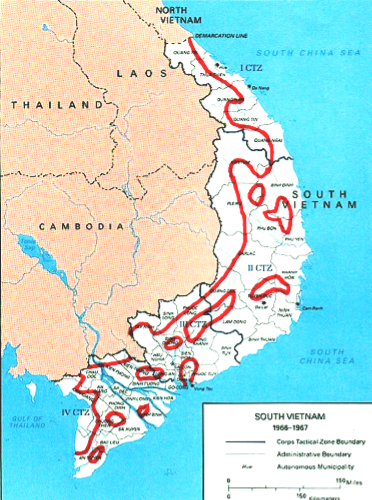
Zonas de control aproximadas en Vietnam del Sur en el momento de la firma de los Acuerdos de Paz de París, enero de 1973.

Corazones y Mentes o ganar corazones y mentes es un concepto general que puede aplicarse a distintos conflictos y refiere a la estrategia que suele utilizarse en contextos bélicos u otro tipo de enfrentamientos cuando un bando decide tomar un abordaje emocional para la campaña militar. Ganar corazones y mentes fue utilizado durante la guerra de Vietnam en la estrategia y los programas aplicados por los gobiernos de Vietnam del Sur y Estados Unidos durante  para ganar el apoyo popular del pueblo vietnamita y ayudar a derrotar la insurgencia del Viet Cong .  El objetivo era atraer a la población local demostrando las virtudes del sistema capitalista norteamericano frente al enemigo comunista a través de la propaganda y políticas sociales. La campaña formó parte de la política que buscaba contrarrestar la insurgencia guerrillera. Otro término usado para mencionar formalmente el concepto de ganar corazones y mentes es el de pacificación. Otro término usando para referirse formalmente al concepto de ganar corazones y mentes es el de la pacificación.  

Niña recibe asistencia médica durante el conflicto en el pueblo Nam-O cercano a Danang, Vietnam del Sur

La estrategia de guerra dada por los objetivos de pacificación o de Corazones y Mentes se oponía a la estrategia de potencia de fuego, movilidad y desgaste, seguida por Estados Unidos entre 1965 y 1968. En contraposición a la estrategia de búsqueda y destrucción que Estados Unidos siguió durante esos años, la estrategia de los corazones y las mentes tenían la prioridad de "retener y proteger" a la población rural y así obtener su adhesión al su apoyo para el gobierno de Vietnam del Sur y a su política de guerra. Por ejemplo, se realizaron campañas de vacunación para atraer a la población local.
Se utilizaron medios militares, políticos, económicos y sociales para intentar establecer o restablecer el control del gobierno de Vietnam del Sur sobre las zonas rurales y las personas bajo la influencia del Viet Cong. En el período 1967-1971 se lograron algunos avances gracias a la organización conjunta militar-civil denominada CORDS. El carácter de la guerra cambió de una guerra de guerrillas a una guerra convencional entre los ejércitos de Vietnam del Sur y Vietnam del Norte . Finalmente, Vietnam del Norte ganó la guerra en 1975.

## Antecedentes y orígenes del concepto: Malasia
La frase "corazones y mentes" fue utilizada por primera vez en el contexto de la guerra de contrainsurgencia por el general británico Gerald Templer en febrero de 1952. Hablando del conflicto conocido como la Emergencia Malaya, Templer dijo que para asegurar la victoria en la guerra el foco debería estar en ganar el apoyo de la población local en lugar de la confrontacion armada en las selvas con los soldados.  Los británicos en Malasia, además de las acciones militares contra las guerrillas comunistas, emprendieron una serie de programas sociales y económicos para proteger a la población, aislar a la población rural para reducir su suministro y apoyo a los insurgentes, recopilar inteligencia sobre la organización y los planes de los insurgentes y garantizar que se proporcionaran servicios gubernamentales a los habitantes rurales.  Se buscaba demostrar que la verdadera amenaza era la insurgencia comunista para la vida próspera y estable de la población malaya.   
La acción y la política británicas para derrotar a la contrainsurgencia malaya se convirtieron en un paradigma para las futuras luchas contra los insurgentes, incluida la guerra de Estados Unidos en Vietnam. Los críticos han afirmado que la emergencia malaya fue mucho más sencilla de combatir que muchas insurgencias y que a menudo se ha exagerado el impacto de los programas de corazones y mentes. 

## Gobierno de Ngo Dinh Diem
El presidente nacionalista de Vietnam del Sur, Ngo Dinh Diem, instituyó una serie de programas diseñados para detener la creciente influencia del Viet Cong en el campo. En 1959, Diem creó el programa Agroville, que tenía el objetivo de trasladar a los campesinos a aldeas fortificadas. El programa fracasó debido a los aspectos coercitivos y disruptivos de trasladar a los campesinos de sus hogares y exigirles que construyeran otros nuevos bajo la supervisión de funcionarios del gobierno. El Viet Cong acosó a las agrovilles con terrorismo y asesinatos 

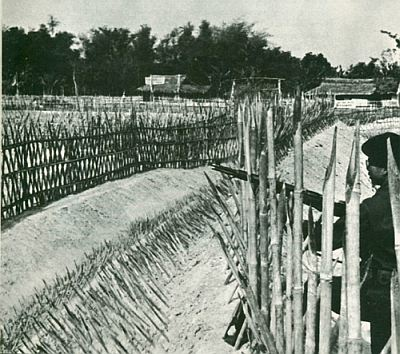
Una aldea estratégica en Vietnam del Sur, c.1964

En 1961, el gobierno de Diem creó el Programa de Aldeas Estratégicas, que se diferenciaba de las Agrovilles por su énfasis en la autodefensa de los campesinos en sus aldeas fortificadas. En teoría, el programa evitaría los ataques del Viet Cong estacionando unidades del Ejército de Vietnam del Sur (ARVN) cerca de las aldeas para responder rápidamente a las amenazas. El programa de aldeas estratégicas tenía como objetivo ganar el apoyo del pueblo para el gobierno y elevar su nivel de vida. El programa se implementó demasiado rápidamente y sin apoyo popular y muchas o la mayoría de las aldeas cayeron bajo el control del Viet Cong. El Programa de Aldea Estratégica terminó efectivamente en noviembre de 1963 cuando el gobierno de Diem fue derrocado por el ejército y Diem fue asesinado. La mayoría de las aldeas fueron posteriormente abandonadas y los campesinos regresaron a sus antiguos hogares. 
El Programa Hamlet Estratégico puso de relieve el cisma en la política estadounidense que continuaría durante toda la guerra de Vietnam. El general Lionel C. McGarr, jefe del Grupo Asesor de Asistencia Militar (MAAG) en Vietnam, se opuso al programa porque crearía una defensa estática y bloquearía unidades del ARVN. Por el contrario, la Embajada de Estados Unidos creía que las misiones móviles de búsqueda y destrucción del ARVN promovidas por el MAAG eran sólo una medida preliminar para superar el creciente control del Viet Cong en el campo. 
El gobierno de Diem creó otros dos programas de corazones y mentes. El programa Chieu Hoi fomentó las deserciones del Viet Cong. Diem también reforzó a la policía y las agencias de inteligencia de Vietnam del Sur para desbaratar la infraestructura del Viet Cong capturando, matando o arrestando a operativos clave del Viet Cong.

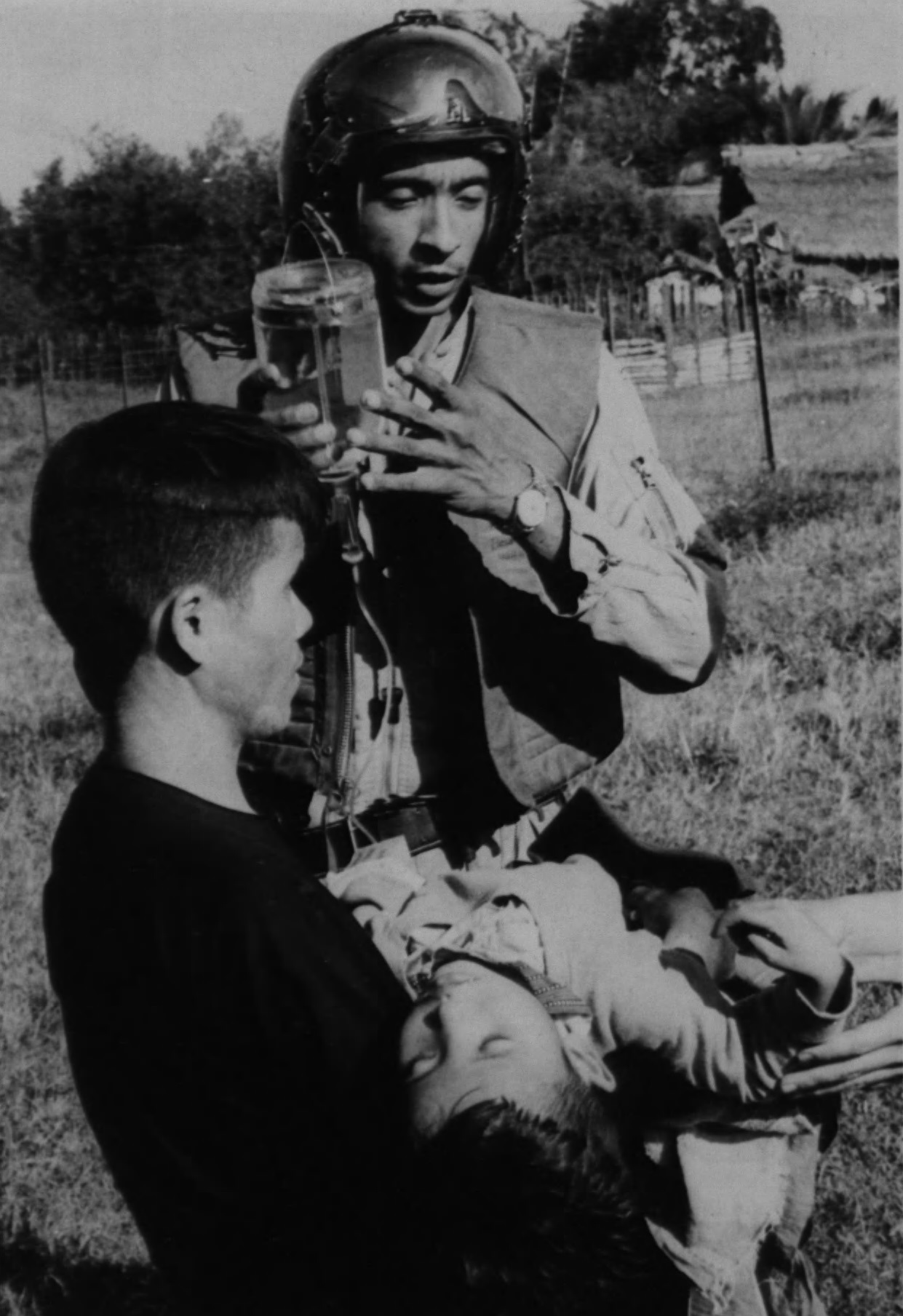
Un hombre del ejército estadounidense sostiene una botella de fluido para un niño vietnamita de siete años infectado con la plaga.

Estados Unidos prestó asistencia para el funcionamiento de todos estos programas, pero fueron principalmente creación de los vietnamitas del sur. 

## John F. Kennedy

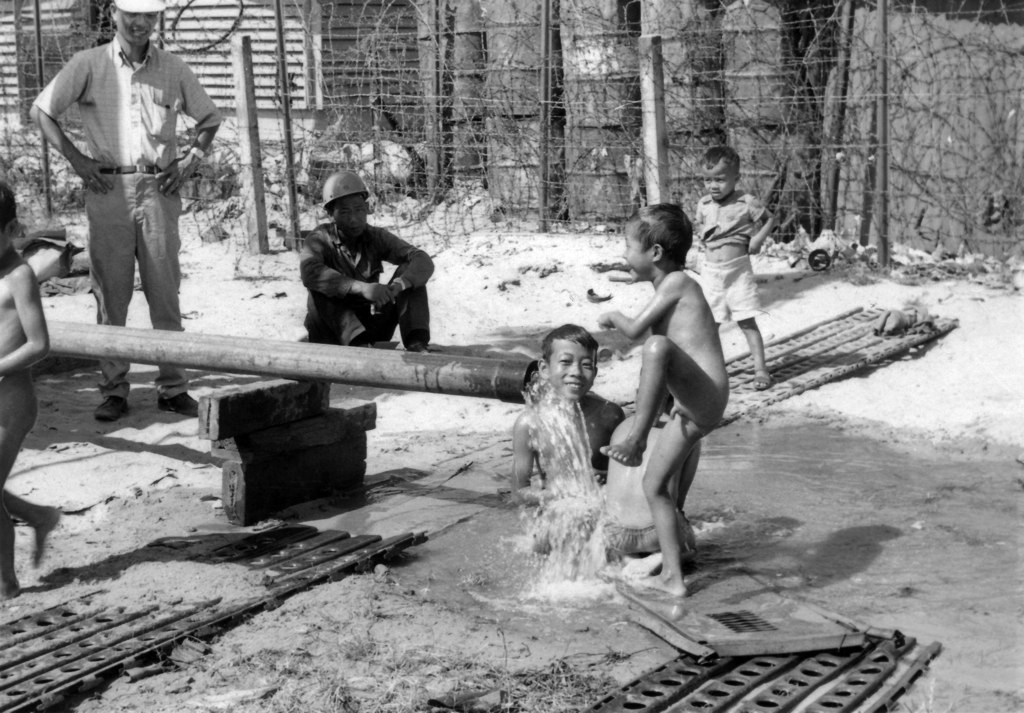
Proyectos como este sistema de abastecimiento de agua para aportar beneficios económicos y sociales a las zonas rurales son componentes de proyectos de corazones y mentes.

Kennedy ya estaba imbuido de la filosofía de la contrainsurgencia cuando asumió la presidencia en enero de 1961. Ese mismo año, el Primer ministro de Gran Bretaña, Harold Macmillan,  estableció la BRIAM (British Advisory Mission to South Vietnam) a cargo de Robert Thompson como experto en contrainsurgencia y de asistencia para los Estados Unidos.
Kennedy amplió rápidamente las fuerzas especiales del Ejército, pero el liderazgo del ejército se mostró reacio a respaldar la visión de Kennedy de una acción militar, económica y social combinada para derrotar la insurgencia del Viet Cong. Según se informa, el general George Decker le dijo a Kennedy que "cualquier buen soldado puede manejar guerrillas" y el Ejército dio prioridad al fortalecimiento del ARVN en lugar de a la policía, la milicia y las fuerzas paramilitares.  Los programas de pacificación o de corazones y mentes fueron sólo un factor menor que contribuyó al aumento constante de asesores y otro personal militar estadounidense en Vietnam. El mando militar estadounidense se mostró optimista respecto a que la ayuda prestada al ejército de Vietnam del Sur estaba dando frutos. El primer comandante del Comando de Asistencia Militar de Vietnam (MACV), Paul D. Harkins, un defensor de la guerra convencional, predijo que la fase militar de la guerra podría ganarse en 1963. 
Kennedy fue asesinado en noviembre de 1963, tres semanas después del asesinato de Ngo Dinh Diem. El asesor de Kennedy, Roger Hilsman, declaró que durante la administración Kennedy se desarrolló un modelo de combate contra las guerrillas pero que este todavía no se había puesto efectivamente en práctica basándose en la reticencia dentro del Pentágono como del régimen de Diem. 

## Guerra de Vietnam

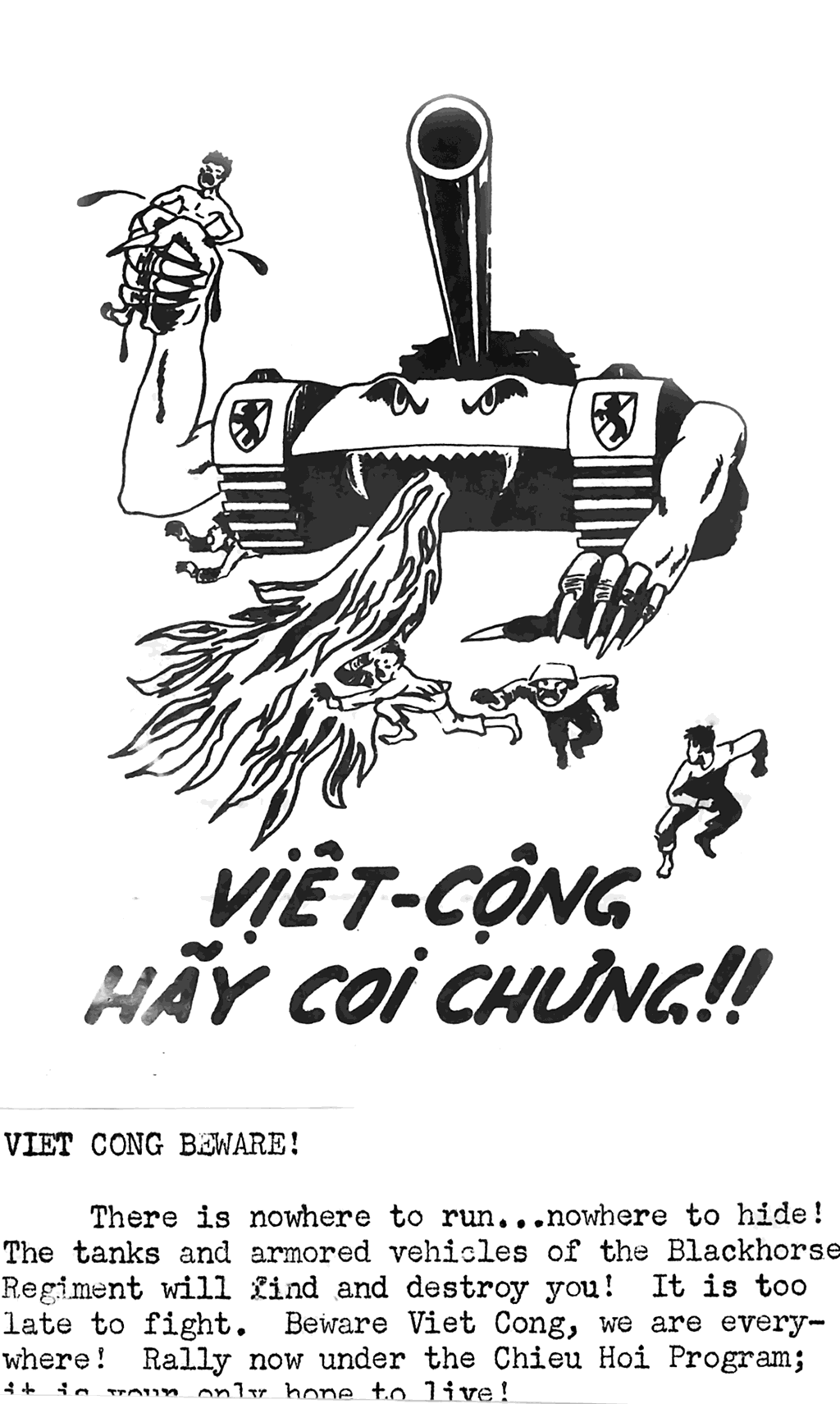
Un folleto de propaganda que insta a los combatientes del Viet Cong y de Vietnam del Norte a desertar al bando de Vietnam del Sur.

El enfrentamiento en Vietnam se dio dentro de un contexto global mayor de guerra fría donde Estados Unidos y la Unión Soviética ejercían su influencia sobre distintas zonas y buscaban evitar que la potencia contraria expanda su influencia. El conflicto surgió a partir de la primera guerra de Indochina (1946-1954), atravesado por los reclamos de independencia y descolonización. El triunfo de Hồ Chí Minh dio paso a su asunción como presidente de Vietnam e instauración del gobierno comunista en el norte. Siguiendo la Doctrina Truman y la Teoría del dominó (contener la expansión del comunismo), los Estados Unidos se opusieron a la reunificación de Vietnam establecida en la Conferencia de Ginebra y comenzó a enviar tropas a partir de 1964. En dicho conflicto Estados Unidos, como potencia mundial en términos militares y económicos, se unió al gobierno de Vietnam del Sur para enfrentarse contra Vietnam del Norte. Así, Estados Unidos desplegó un enorme esfuerzo militar para derrotar al movimiento nacionalista campesino.Se enfrentó la tecnología moderna de Estados Unidos contra vietnamitas organizados en guerrillas. Triunfó el pueblo vietnamita del norte.
Frente a la prensa internacional, el interés de Estados Unidos en la guerra de Vietnam era confuso. Por un lado, en 1963 el Subsecretario de Estado de Kennedy, U. Alexis Johnson, indicó que el interés por el sudeste asiático se debía a los valiosos excedentes de materias primas exportables como el caucho, el estaño, el arroz, entre otros. Por otro lado, Kennedy argumentaba que el objetivo de Estados Unidos en Vietnam era parar el comunismo y promover la libertad en el país.

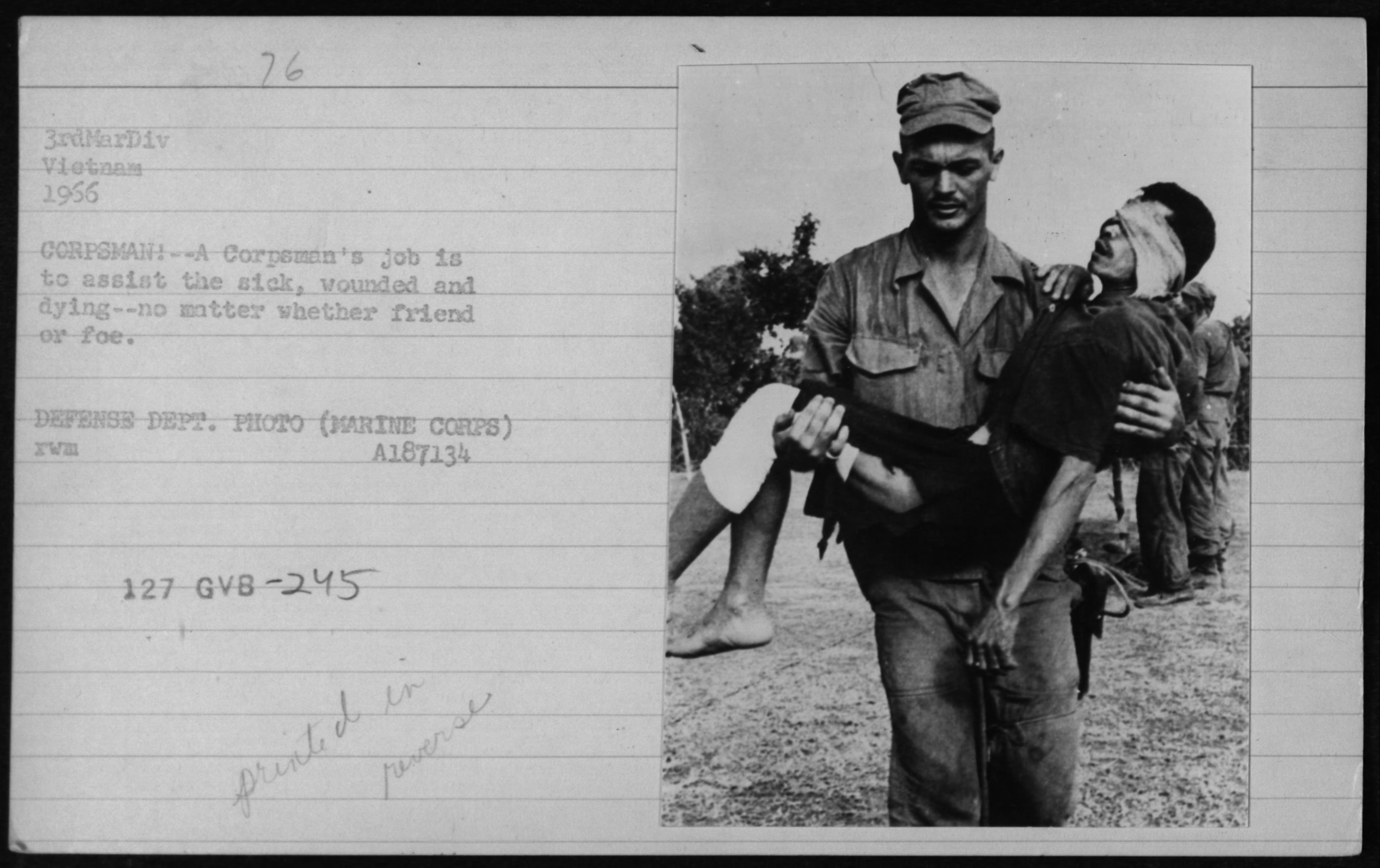
Ayuda médica a vietnamitas durante el combate.

Durante la guerra, se enfrentaron dos fuerzas militares disparejas. En la película Lejos de Vietnam, se evidencia una clara diferencia entre las fuerzas militares de Estados Unidos que combaten con grandes misiles y las guerrillas de Vietnam del Norte que avanzan ingeniosamente camuflandose entre la flora del paisaje vietnamita. El pueblo de Vietnam utilizó distintos elementos que tenía a disposición para resguardarse de las fuerzas militares estadounidenses. Por ejemplo, realizaban refugios subterráneos individuales con materiales pobres. Por el contrario, Estados Unidos utilizó bombas pequeñas que lanzaban fragmentos de reducido tamaño, llamadas guayabas, que no tenian efecto contra el hormigón y otras construcciones, sino que su efecto era contra la piel humana. La tecnología de Estados Unidos contra la población de Vietnam fue cruel.

## Renovada atención a programas de corazones y mentes
En 1964, los nuevos gobiernos de Washington y Saigón crearon nuevos programas de pacificación cuando se hizo evidente que, contrariamente al optimismo de Estados Unidos en 1963, el Viet Cong estaba tomando cada vez más control de más territorio y más gente. El experto británico en contrainsurgencia Robert Grainger Ker Thompson dijo que la supervivencia del gobierno estaba en juego. El secretario de Defensa, Robert McNamara, dijo en mayo de 1964 que no podía entender cómo zonas catalogadas como seguras seguían siendo atacadas por el Viet Cong. 
La siguiente iteración del programa de pacificación se produjo en 1964 con, por primera vez, la participación directa en la planificación y ejecución de la Embajada de Estados Unidos y el MAC/V, ahora encabezado por el general William Westmoreland . El programa de pacificación de Chien Thang (Lucha por la Victoria) fue menos ambicioso que el programa de Aldea Estratégica, ya que preveía una expansión gradual, como un "punto petrolero", desde las áreas controladas por el gobierno a las controladas por los comunistas, proporcionando seguridad y servicios a las áreas rurales. Junto con el programa Chien Thang se desarrolló el programa Hop Tac (Victoria), que involucró directamente al ejército estadounidense en la pacificación por primera vez. Hop Tac previó una expansión gradual desde Saigón hacia las zonas bajo control del gobierno de Vietnam del Sur. Estos programas también fracasaron porque el ejército de Vietnam del Sur no pudo proporcionar seguridad adecuada a los residentes rurales en las zonas en disputa. 
En 1965, cuando el gobierno de Vietnam del Sur estaba en crisis, Estados Unidos se involucró directamente en la guerra con una gran inyección de tropas de combate estadounidenses. Los programas de pacificación quedaron en segundo plano frente a la estrategia de desgaste de Westmoreland, que intentaba matar al Viet Cong y a un número cada vez mayor de tropas del ejército norvietnamita con misiones de búsqueda y destrucción que utilizaban las ventajas estadounidenses en movilidad y potencia de fuego. Estados Unidos contaba con un armamento militar mejor y tecnología más moderna que la usada por los vietnamitas. Para derrotar al Viet Cong, Westmoreland expresó su estrategia en una frase: "Poder de fuego". 
Muchos funcionarios y oficiales militares estadounidenses expresaron dudas sobre la conveniencia de la estrategia de desgaste. Un estudio interno del ejército de 1966 dirigido por el general Creighton Abrams concluyó que la pacificación debería ser la principal prioridad de Estados Unidos en Vietnam y que el embajador de Estados Unidos debería tener "autoridad inequívoca" sobre todas las actividades estadounidense, incluidas las militares, en Vietnam. Westmoreland logró frustrar cualquier implementación de las recomendaciones del estudio. 
La creciente presencia militar estadounidense en 1965 impidió una victoria militar rotunda del Viet Cong y del cada vez más presente ejército norvietnamita. El general Nguyen Duc Thang dirigió los programas de pacificación del gobierno y creó el Cuadro de Desarrollo Revolucionario, formado por jóvenes reclutados para servir en equipos en las zonas rurales para mejorar la seguridad y los servicios gubernamentales. El número de cuadros revolucionarios llegó a 21.000 en 1967, pero las deserciones y los asesinados por el Viet Cong fueron elevados. Las fuerzas de defensa locales, llamadas Fuerza Regional y Fuerza Popular, se ampliaron en número de unos 200.000 a 300.000 miembros en 1966. Los Ruff-Puffs, como los llamaban los estadounidenses, eran responsables de mantener la seguridad en las aldeas bajo control del gobierno. Sus bajas durante la guerra superaron a las del ARVN. 

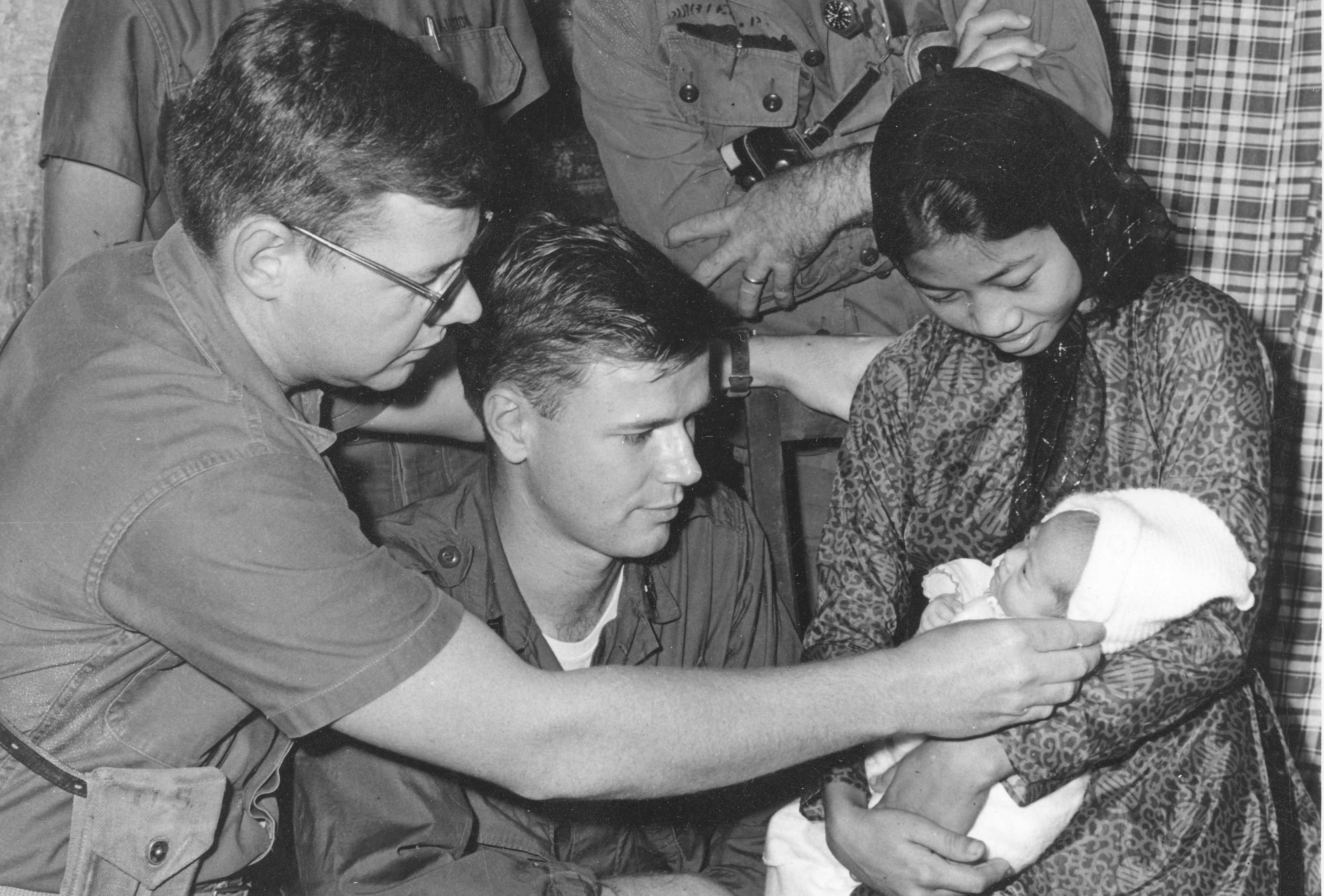
"Es una niña", enero 1967. "Miembros del servicio médico de la Marina visitan un niño nacido recientemente en el estación de emergencias. Lt John T. Freie (izquierda) recibió al recién nacido, Kirk J. Kasberg (derecha) es uno de los hombres de la armada que asistió el parto".

El presidente Lyndon Johnson compartió la convicción del presidente Kennedy de que la pacificación era importante en la guerra de Vietnam. En febrero de 1966, en una reunión con líderes estadounidenses y de Vietnam del Sur en Hawái, Johnson intentó aseguró expandir la doctrina de pacificación de los corazones y las mentes a todos aquellos dispuestos a involucrarse, lo que marcó el comienzo de un esfuerzo renovado por parte de Estados Unidos para ganarse los corazones y las mentes de los habitantes de Vietnam del Sur. 

## Popularización de la frase corazones y mentes
El presidente Johnson comenzó a utilizar sus discursos como mecanismo para elevar la moral del pueblo estadounidense en una guerra que sentían cada vez más lejana, y mantener el frente doméstico de batalla cohesionado. Refiriéndose a Vietnam, el presidente Johnson utilizó alguna versión de la frase "corazones y mentes" un total de 28 veces. En diez de esos casos, Johnson invirtió las palabras y utilizó la frase "mentes y corazones". La primera vez que utilizó la frase durante su presidencia fue el 16 de enero de 1964 y la última el 19 de agosto de 1968. En su uso se dirigió a públicos muy diferentes, incluidos jefes de Estado, congresistas y el pueblo estadounidense. Además, Johnson se refirió a los "corazones y mentes" de grupos dispares, incluidas las audiencias antes mencionadas e incluso la humanidad en su conjunto. Su uso más común de la frase proviene del discurso "Comentarios en una cena de las Cooperativas Eléctricas de Texas, Inc." del 4 de mayo de 1965. Esa noche dijo: "Debemos estar preparados para luchar en Vietnam, pero la victoria final dependerá de los corazones y las mentes de la gente que vive allí. Al ayudar a llevarles esperanza y electricidad, también estáis dando un golpe muy importante a la causa de la libertad en todo el mundo". 

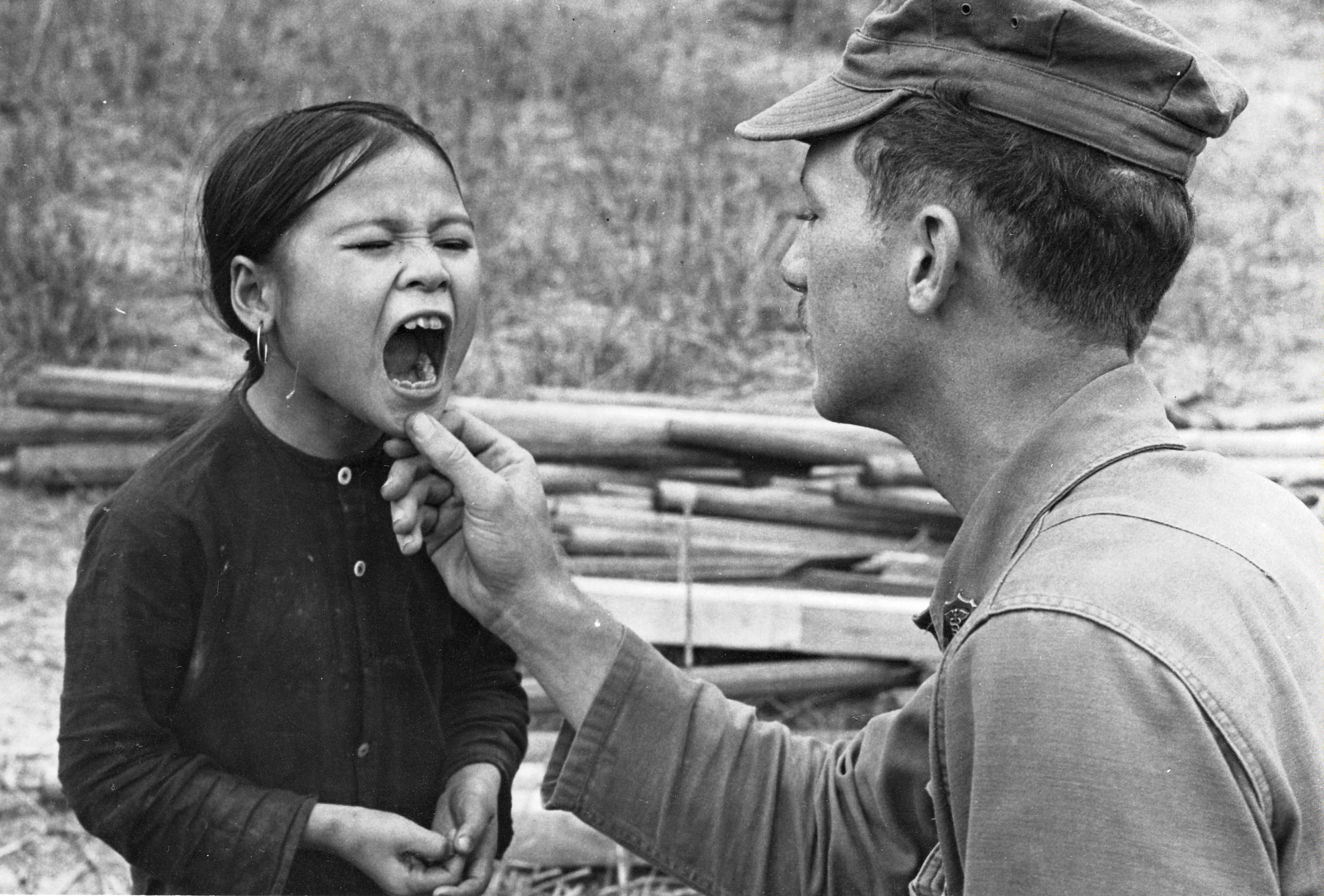
El Hospital Corpsman Tercera Clase Robert Kulas, revisa los dientes de una niña vietnamita durante una feria del segundo Batallón, de la Marina 5.ª, 30 millas al sureste de Danang. Además, los doctores de la marina distribuyeron vitaminas a más de 400 habitantes de Ben Dau hamlet, mientras la Primera División de la Marina proveía seguridad.

“Corazones y mentes” es una frase que tiene relevancia histórica para los estadounidenses. Es probable que, al utilizarla, Johnson se haya basado en una cita de John Adams, el patriota de la Guerra de la Independencia de los Estados Unidos y segundo presidente de los Estados Unidos, que escribió en una carta fechada el 13 de febrero de 1818: "La Revolución se efectuó antes de que comenzara la guerra. La Revolución estaba en las mentes y los corazones de la gente; un cambio en sus sentimientos religiosos, en sus deberes y obligaciones... Este cambio radical en los principios, opiniones, sentimientos y afectos de la gente fue la verdadera Revolución Americana".  Sin embargo, hubo un uso anterior de la frase, aunque rara vez reconocido en este contexto. John Adams era un hombre culto que había ido a Harvard y se había graduado en 1755 con un AB, y en 1758 con un AM, lo que hoy se conoce como Bachelor of Arts y Master of Arts respectivamente.  Por lo tanto, es razonable suponer que estaba familiarizado con el uso que Shakespeare hizo del término como parte del discurso de Marco Antonio a la multitud, justo después del de Bruto. Marco Antonio dice así: «Oh amos, si yo estuviera dispuesto a agitar vuestros corazones y vuestros espíritus al motín y a la ira...» 

## Poner a Estados Unidos en la misma página

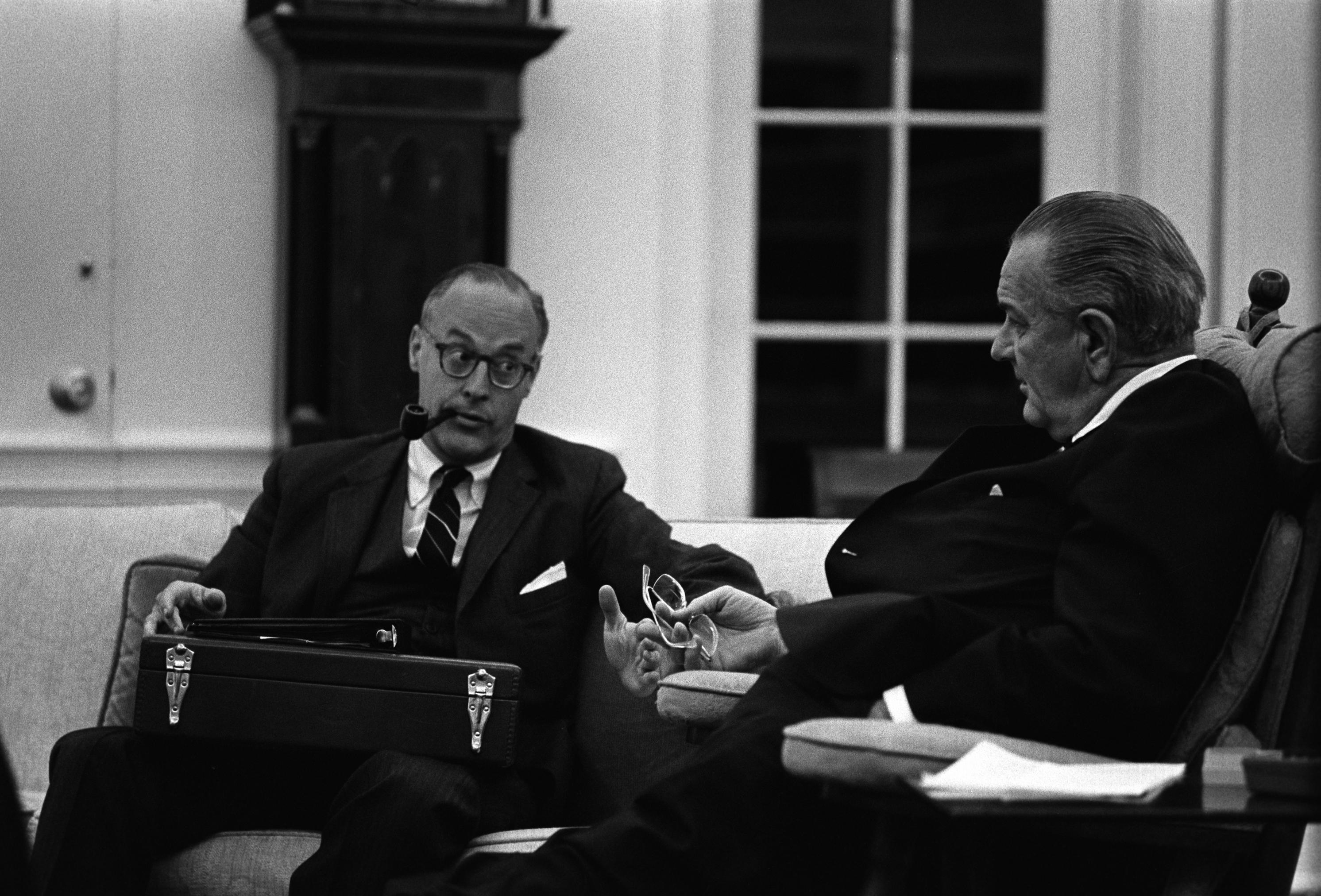
Komer (izquierda) se reúne con el presidente Lyndon Johnson.

En 1966, Johnson nombró al funcionario de la CIA y miembro del Consejo de Seguridad Nacional Robert W. Komer ("Blowtorch Bob") como su asistente especial para supervisar la pacificación en Vietnam del Sur. El desafío de Komer fue unir a las agencias del gobierno de Estados Unidos (el ejército, el Departamento de Estado, la CIA y la Agencia para el Desarrollo Internacional ) involucradas en proyectos de pacificación. Komer recomendó que la responsabilidad de la pacificación recaiga en el MAC/V, encabezado por el general Westmoreland, a través de un adjunto civil que encabezaría el esfuerzo de pacificación de EE. UU. comandando tanto al personal militar como al civil estadounidense. Aunque su propuesta fue impopular en todas las agencias, Komer, con el apoyo de Johnson, siguió adelante. Como medida intermedia, en noviembre de 1966 se creó la Oficina de Operaciones Civiles (OCO), con liderazgo civil, para coordinar todos los programas de pacificación civil. La OCO fracasó, pero fortaleció la opinión de Komer y Johnson de que el liderazgo del MAC/V en el programa de pacificación era esencial. 
Komer argumentó que el éxito de la pacificación deseado por el presidente Johnson sólo podría lograrse integrando tres tareas. El primer y más básico requisito para la pacificación tenía que ser la seguridad, porque la población rural debía mantenerse aislada del Viet Cong y del ejército norvietnamita. Para lograr esto, era necesario debilitar a los insurgentes destruyendo su infraestructura entre la población rural y desarrollando programas para ganar sus corazones y mentes y obtener el apoyo o al menos la tolerancia del gobierno de Vietnam del Sur y de las fuerzas militares estadounidense. El tercer punto destacado por Komer fue que la nueva estrategia debía aplicarse a gran escala para revertir lo que hasta entonces había sido una guerra en la que los insurgentes tenían la iniciativa. 

## Creación de CORDS

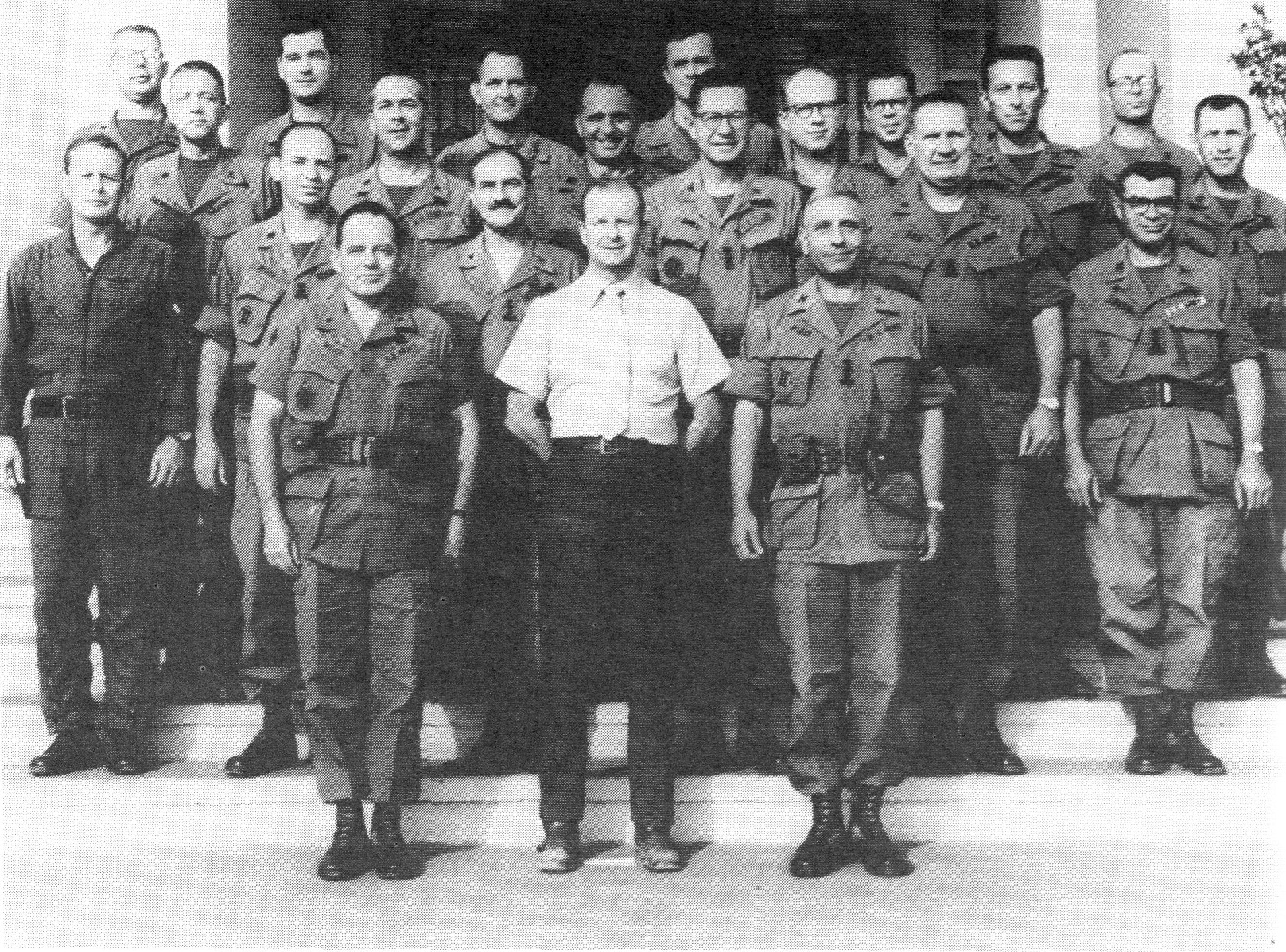
John Paul Vann (camisa blanca) y su personal mixto militar y civil de CORDS en su sede de Pleiku. Vann fue uno de los primeros defensores de la pacificación.

Desde el punto de vista organizativo, en opinión de Komer, los objetivos de pacificación requerían que los esfuerzos se concentraran bajo un solo mando. Creía que sólo el ejército estadounidense tenía los recursos y el personal para implementar un plan de pacificación a gran escala. Después de las reservas iniciales, Westmoreland estuvo de acuerdo con el plan, pero las agencias civiles todavía se resistieron. Temían ser marginados y abrumados por el ejército estadounidense con su número mucho mayor de personal y mayores recursos. Johnson los anuló y el 9 de mayo de 1967 se creó la Organización de Apoyo a las Operaciones Civiles y al Desarrollo Revolucionario (CORDS). Komer fue nombrado uno de los tres comandantes adjuntos de Westmoreland con el título de Embajador y el rango equivalente a un general de tres estrellas. Esta fue la primera vez en la historia de Estados Unidos que un embajador sirvió bajo un mando militar y recibió autoridad sobre personal y recursos militares. 
Komer eligió a un oficial militar como su adjunto y repitió el patrón de tener un civil a cargo de cada componente de CORDS con un adjunto militar o, alternativamente, un comandante militar con un adjunto civil. Consolidó todos los diversos programas de pacificación y asuntos civiles en Vietnam —militares y civiles— bajo la autoridad de CORDS. CORDS comenzó con una plantilla de 4.980 empleados y en los primeros seis meses de funcionamiento cuenta con 8.327 personas. En 1968, CORDS estaba funcionando en las 44 provincias y, con el tiempo, llegó a funcionar en los 250 distritos de Vietnam.  Alrededor del 85 por ciento del personal de CORDS eran militares y el resto civiles.  Cada provincia estaba encabezada por un jefe provincial vietnamita, generalmente un coronel, que contaba con el apoyo de un asesor provincial superior estadounidense. El personal del asesor estaba dividido en una parte civil que supervisaba el desarrollo del área y la comunidad y una parte militar que manejaba las cuestiones de seguridad. 

## Éxito después del Tet

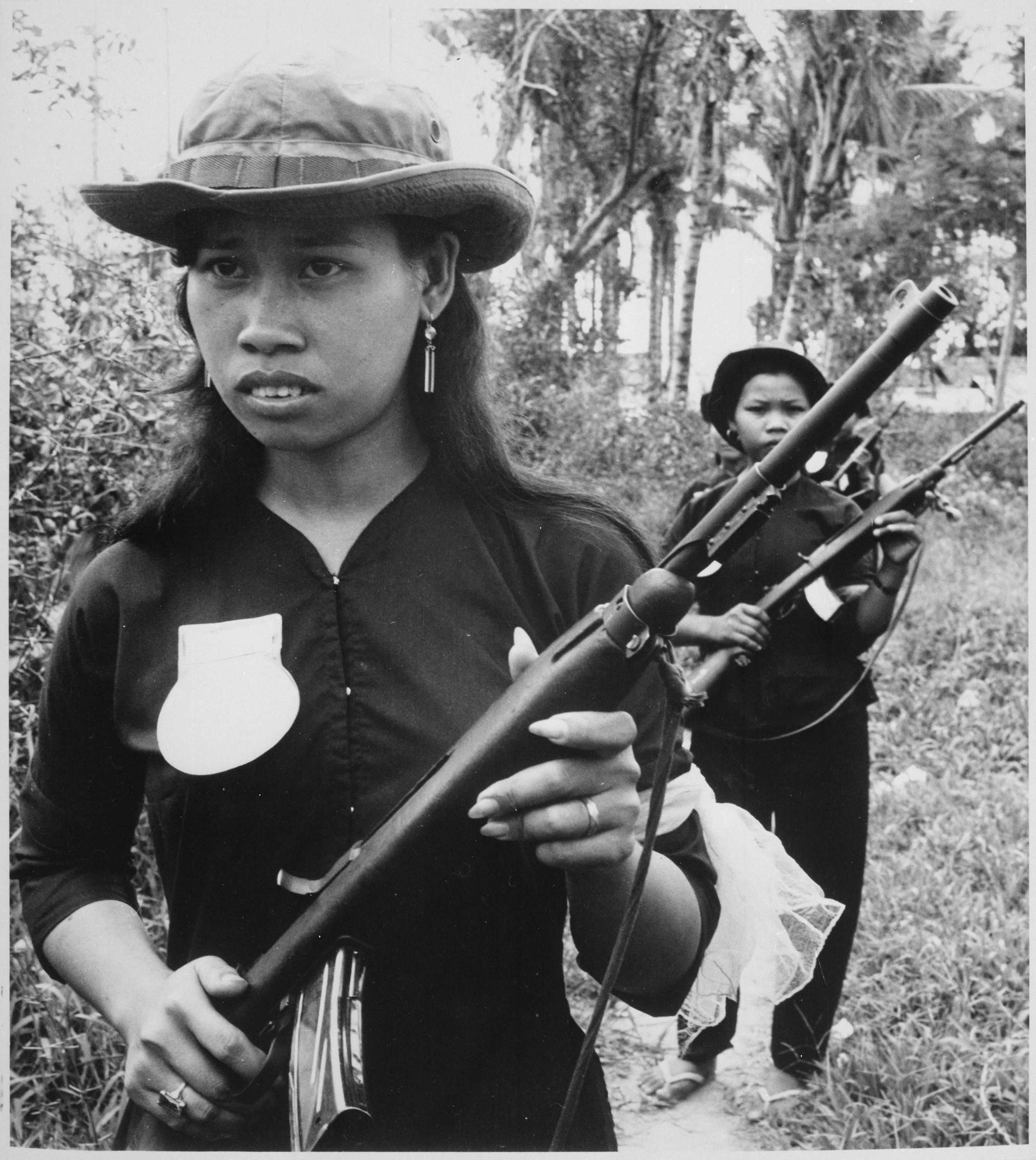
Estas mujeres son miembros de las fuerzas de autodefensa de la aldea (Ruff-Puffs) ampliadas y asesoradas por CORDS.

El 24 de enero de 1968, Komer advirtió que "algo está en el viento".  Siete días después, el Viet Cong y el ejército norvietnamita lanzaron la Ofensiva Tet . Tet debilitó la presencia del gobierno de Saigón en el campo, que había recibido ayuda de CORDS. Las Fuerzas Regionales y Populares abandonaron el campo en algunas zonas para defender ciudades y pueblos, sufriendo más de 6.500 bajas, incluidas deserciones. El Tet fue una derrota psicológica y estratégica para Vietnam del Sur y su aliado estadounidense, pero al provocar numerosas bajas en el Viet Cong facilitó un rápido retorno al campo por parte de las autoridades de Vietnam del Sur y el CORDS.  El Proyecto Recuperación distribuyó alimentos y materiales de construcción a los habitantes rurales e involucró a CORDS en los esfuerzos de reconstrucción en las ciudades y pueblos. En mayo de 1968, la población rural que vivía en aldeas "relativamente seguras" había regresado a los niveles anteriores al Tet del 67 por ciento. 
Un nuevo equipo estadounidense en Vietnam promovió programas ampliados de corazones y mentes. El embajador Ellsworth Bunker apoyó los programas de pacificación; el general Creighton Abrams reemplazó a Westmoreland como comandante del MACV; y William Colby reemplazó a Komer como comandante adjunto de Abrams para la pacificación.
Abrams denominó su estrategia para llevar adelante la guerra como el "concepto de una sola guerra". En sus palabras, Estados Unidos se concentraría "en proteger a la población para que el gobierno civil pueda establecer su autoridad, en contraposición a una concepción anterior del propósito de la guerra: la destrucción de las fuerzas enemigas". El concepto de una sola guerra de Abrams encontró oposición por parte de los generales del ejército estadounidense en Vietnam y en Washington, y no pudo llevar a cabo todos los cambios que propuso en la estrategia militar estadounidense. El impulso de Abrams para la adopción de su plan fue superado por los acontecimientos cuando el ejército estadounidense comenzó a retirarse en 1969, pero el gobierno de Vietnam del Sur adoptó muchos elementos de su plan. 
Con el apoyo de Abrams y Bunker, y ayudado por las bajas que sufrió el Viet Cong en 1968, el comandante de CORDS, Colby, informó sobre un progreso sustancial en la pacificación entre 1969 y 1972. Los recursos estadounidenses dedicados a la pacificación aumentaron drásticamente y, a principios de 1970, CORDS informó que el 93 por ciento de los habitantes rurales de Vietnam vivían en "aldeas relativamente seguras". Los documentos norvietnamitas sugieren que una de las razones de la ofensiva norvietnamita de 1972 fue revertir el progreso logrado en la pacificación.  CORDS y la participación de Estados Unidos en los programas Corazones y Mentes terminaron efectivamente después de la retirada de Vietnam de las últimas fuerzas terrestres estadounidenses en agosto de 1972. 

## Evaluación de programas de corazones y mentes

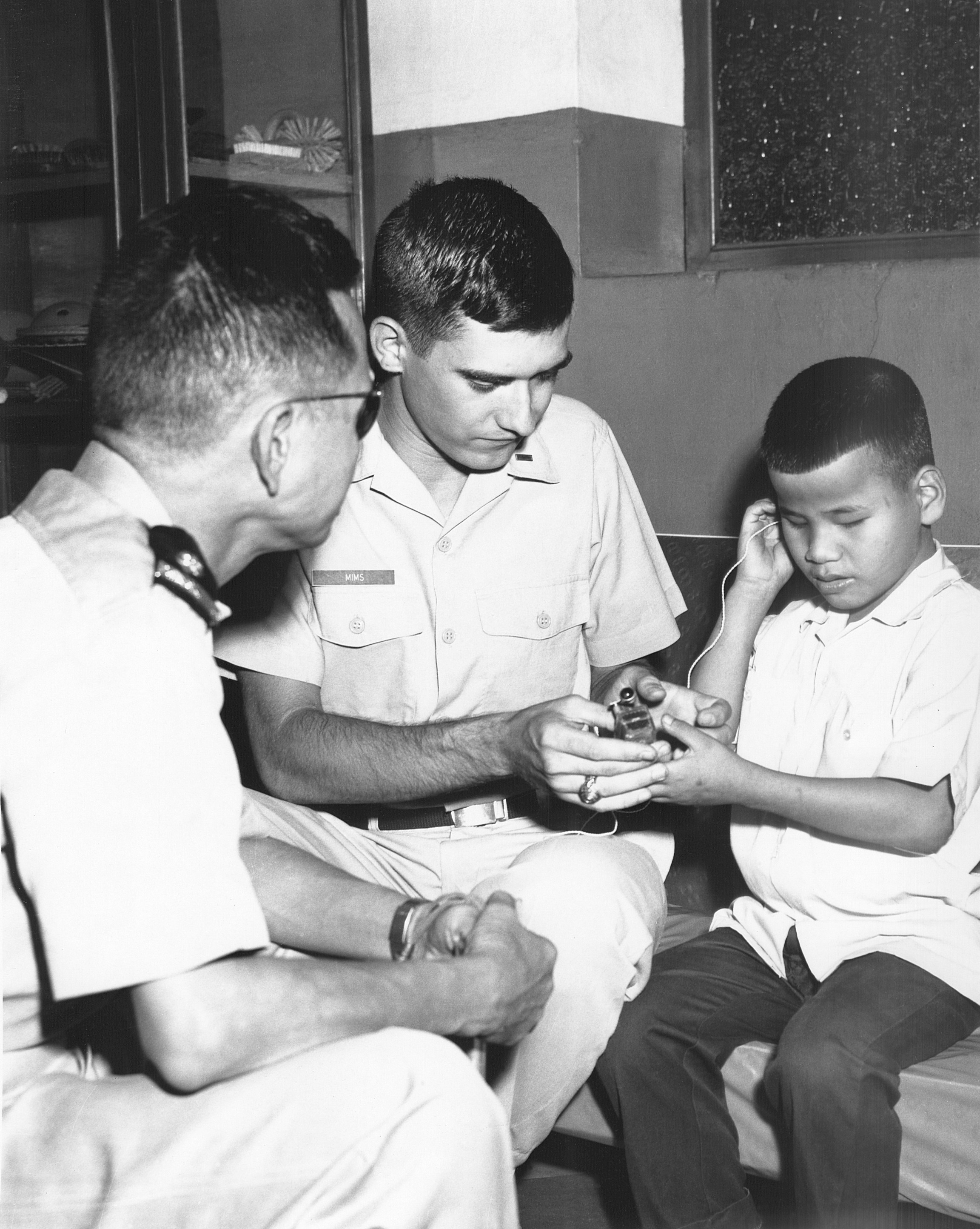
El segundo teniente de la Fuerza Aérea, Forrest M. Mims (al centro) explica su dispositivo sensitivo a un niño de nueve años en Le Queang Manh, Escuela de Saigón, para niños ciegos. El directos de la escuela, un General del ejército de Vietnam, quedó ciego en combate, se encuentra a la izquierda en la imagen.

El éxito de los programas Corazones y Mentes en Vietnam fue ambiguo, según las palabras de Richard A. Hunt en su libro Pacificación . Los altos funcionarios del programa CORDS afirmaron haber logrado grandes éxitos. Sin embargo, algunos historiadores sostienen que los programas de pacificación no lograron desalojar al Viet Cong de su posición de fuerza en el campo.
Después de una larga historia de programas de pacificación fallidos, los éxitos reportados para CORDS en el período de 1968-1972 se atribuyen parcialmente a las grandes bajas sufridas por el Viet Cong durante la Ofensiva del Tet y las acciones subsiguientes en 1968. Se estima que la infraestructura del Viet Cong se redujo de 84.000 en 1968, antes del Tet, a 56.000 en 1972. Sin embargo, aunque disminuyó el número de batallón, el número de batallas de tamaño batallón, el número de acciones de pequeñas unidades del Viet Cong casi se duplicó durante el mismo período, lo que ilustra el impacto de la estrategia de "corazones y mentes" (según sus defensores). En enero de 1972, el embajador Bunker advirtió que los comunistas tendrían que "lanzar una gran ofensiva militar... para demostrar sus afirmaciones públicas de que la vietnamización y la pacificación son fracasos". Fiel a la predicción de Bunker, el 30 de marzo de 1972, Vietnam del Norte lanzó su Ofensiva de Pascua. Aunque Vietnam del Sur, con apoyo aéreo estadounidense resistió la ofensiva, el ejército norvietnamita tomó el control de amplias áreas del territorio de Vietnam del Sur y desplazó a más de un millón de personas. 
Komer atribuyó el fracaso final de los programas Corazones y Mentes en Vietnam del Sur a la cultura burocrática de los Estados Unidos, además de a las deficiencias administrativas y militares del gobierno de Vietnam del Sur. Desde los primeros días de la intervención estadounidense en Vietnam se propuso una estrategia de contrainsurgencia, en particular por parte de los presidentes Kennedy y Johnson, pero había una "enorme brecha entre la política y el desempeño". Los primeros esfuerzos para implementar programas de corazones y mentes en Vietnam fueron de pequeña escala en comparación con los recursos y la mano de obra dedicados a luchar en una guerra convencional.  Incluso después de la creación de CORDS en 1967, "la pacificación siguió siendo una pequeña cola ante el enorme perro militar convencional. Nunca se intentó en una escala lo suficientemente grande hasta que fue demasiado tarde". 
Komer también criticó a las instituciones estadounidenses por confiar en tácticas y estrategias convencionales en una guerra política no convencional. "En lugar de adaptarnos a la situación vietnamita, combatimos al enemigo a nuestra manera, con unos costes horrendos y algunos efectos secundarios trágicos, porque carecíamos de mucha capacidad para hacer otra cosa... Prevaleció la inercia institucional". "  El oficial de la CIA y más tarde director de la CIA, William Colby, dijo: "El Pentágono tuvo que luchar en la única guerra que sabía luchar, y no había ninguna organización estadounidense que pudiera luchar en ninguna otra". 

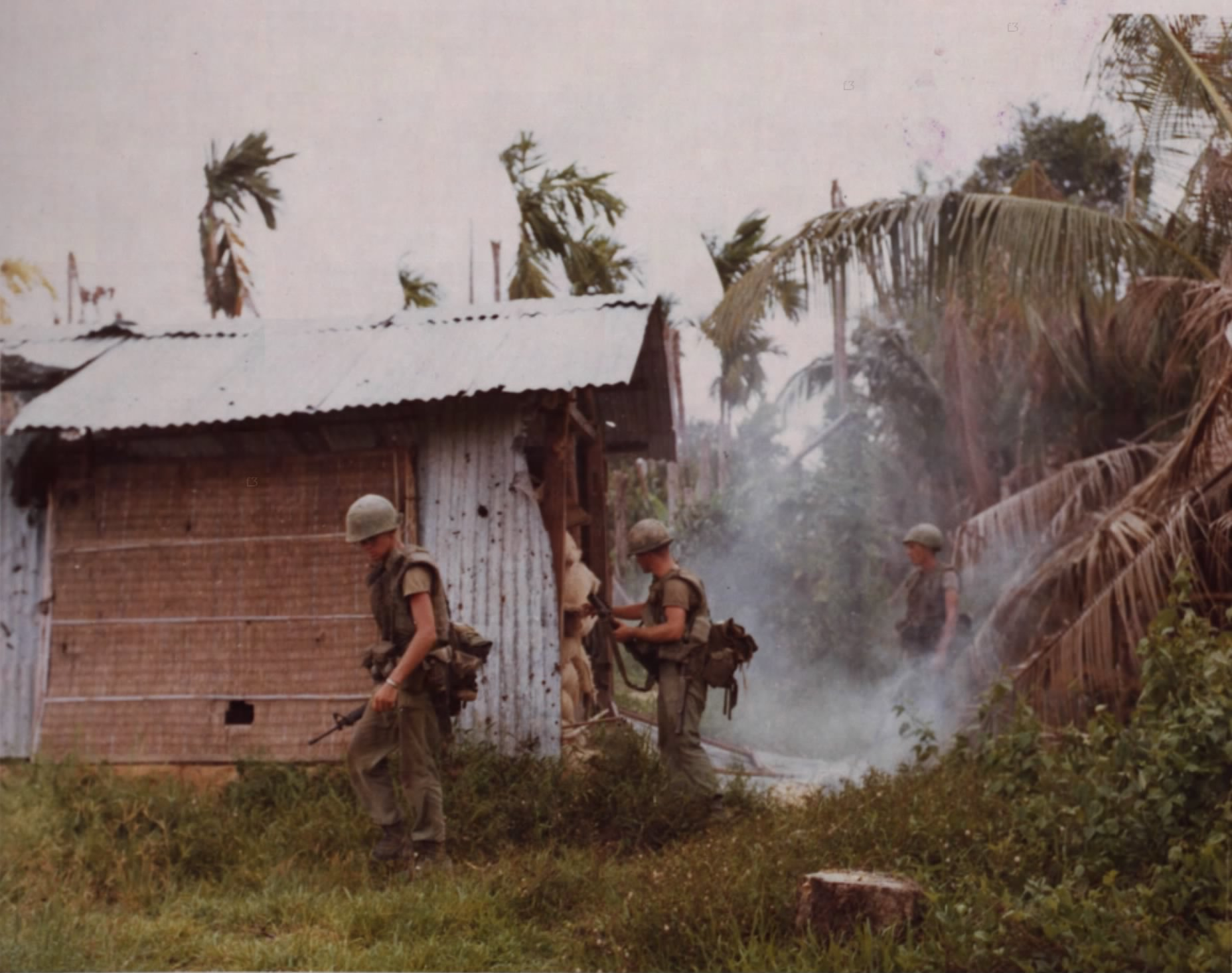
Compañía "B", Segundo batallón, Infantería 14 encuentra reservas de arroz durante la Operación Wahiawa, 20 de mayo de 1966

Richard Neustadt expresó una visión negativa sobre la pacificación en Vietnam. "Fue ingenuo afirmar que Estados Unidos podría lograr la victoria con medios limitados en una guerra civil en el continente asiático. Fue igualmente ingenuo, creo, suponer que podríamos cambiar o ganar los corazones y las mentes de la gente, democratizar un país que no está ni remotamente bajo nuestro control y así aspirar a la nacionalidad a través del gobierno de Saigón. Las fuerzas militares y las burocracias civiles estadounidenses no están lo suficientemente preparadas para esas tareas". 
Los relatos de numerosos reporteros y periodistas, como Frances FitzGerald, que desempeñaron un papel fundamental en dar forma a la opinión pública sobre la guerra de Vietnam, explican el fracaso del programa de "ganar corazones y mentes" en Vietnam por una combinación de factores que terminaron subrayando la desconexión de las fuerzas estadounidenses con las realidades locales y los desafíos inherentes al conflicto. Las acciones de Estados Unidos en Vietnam devastaron a las sociedades campesinas, profundamente vinculadas a la tierra por tradición y cultura. Los intensos bombardeos, el uso de agentes químicos como el napalm y el agente naranja, y las operaciones militares masivas destruyeron cultivos, hogares y ecosistemas, despojando a las comunidades de sus medios de subsistencia. Además, las pérdidas humanas y los desplazamientos forzados fragmentaron el tejido social, causando daños demográficos irreparables. En términos estructurales, la guerra desmanteló las economías locales y desintegró las redes comunitarias, dejando un legado de pobreza y desarraigo en estas sociedades. 

## Lectura adicional
- Richardson, Thomas (2017). Destroy and Build: Pacification in Phuoc Tuy 1966–72. Canberra, Australian Capital Territory: Cambridge University Press. ISBN 978-1-107-18973-7.

- www.americanpresidency.org – El texto de los discursos del presidente Johnson. Este sitio web presenta los documentos públicos de los presidentes Hoover hasta George W. Bush. Se puede buscar por fecha y por palabra clave.
- Ganando corazones y mentes en Vietnam, por Martin Bell. BBC News, 30 de octubre de 2008
- El corazón y la mente de la misión de USAID en Vietnam por Marc Leepson. Asociación Estadounidense del Servicio Exterior, 2000
- CHIEU HOI: EL PROGRAMA DE RENDICIÓN DE VIETNAMRevista Air and Space Power (enlace roto disponible en Internet Archive; véase el historial, la primera versión y la última). por Garry D. Brewer.  10 de noviembre de 1966
- Corazones, mentes y cuerpos, de James Fox. guardian.com.uk, 5 de abril de 2003
- EL PROGRAMA CHIEU HOI DE VIETNAM por SGM Herbert A. Friedman (Ret.) Operaciones psicológicas
- por Hearts and Minds Network, Inc. Hearts & Minds: información para el cambio, 1997–2010
- Urgencia de conocimiento en Malasia, 2009
- por Andrew Koch. Jane's, una empresa de IHS, 17 de marzo de 2003
- Jones, Sydney, Saunders, Joseph, Smarts, Malcolm, Human Rights Watch. “Hearts and Minds”. Represión de los montañeses: conflictos por la tierra y la religión en las tierras altas centrales de Vietnam. 122–123. Google Books. Google, sin fecha. Web. 28 de enero de 2010.
- por Ed Ward, "'La próxima parada es Vietnam': La guerra en la música" en NPR. 26 de enero de 2011.
- por Ron Breeding, "Veterano de Arkansas aparece en nueva caja de CD con canciones sobre Vietnam", sitio web de radio pública KUAR. 27 de enero de 2011.
- Calvo Alberó, José Luis (2010) "Contrainsurgencia: corazones, mentes y ventanas de oportunidad". Revista Ejército de Tierra español, N.º 827 (marzo 2010): 6-12.
- Zinn, Howard. (2011) La otra historia de los Estados Unidos. Ibérica, cap. 18 (“La victoria imposible: Vietnam”).
- Della Mora, L. (2015). "Pecados de guerra" durante la guerra de Vietnam. Cuando el victimario se convierte en víctima a través de la pantalla. El pensamiento crítico desde Sudamérica: tres años de "Huellas de Estados Unidos", 67-88. https://dialnet.unirioja.es/servlet/articulo?codigo=5193008

- Datos: Q5692995